# Trubný vrch
Trubný vrch (577 m n. m.) je nejvyšší vrchol Mirotické pahorkatiny. Nachází se v lesích mezi Lází a Lažanami při údolí Brložského potoka, asi 3 km jihozápadně od Sedlice v okrese Strakonice. Je zalesněný a nevede na něj žádná cesta. Původně plnil strážní a varovací funkci pro keltské a později slovanské hradiště Hradec.